# Кей Би Ес Уърлд
Кей Би Ес Уърлд (на английски: KBS World) е международна излъчваща услуга на Korean Broadcasting System. Състои се от KBS World Radio, телевизионния канал KBS World и KBS World 24.

## Оперативни канали
- KBS World Radio
- KBS World TV
- KBS World 24

## KBS World в България
Каналът е достъпен чрез Nordelink и Telenet в България.